# Pipreola whitelyi
El frutero degollado, anambé de Whitely o  granicera degollada (en Venezuela) (Pipreola whitelyi), es una especie de ave paseriforme de la familia Cotingidae perteneciente al género Pipreola. Es endémico de los tepuyes del norte de América del Sur. 

## Distribución y hábitat

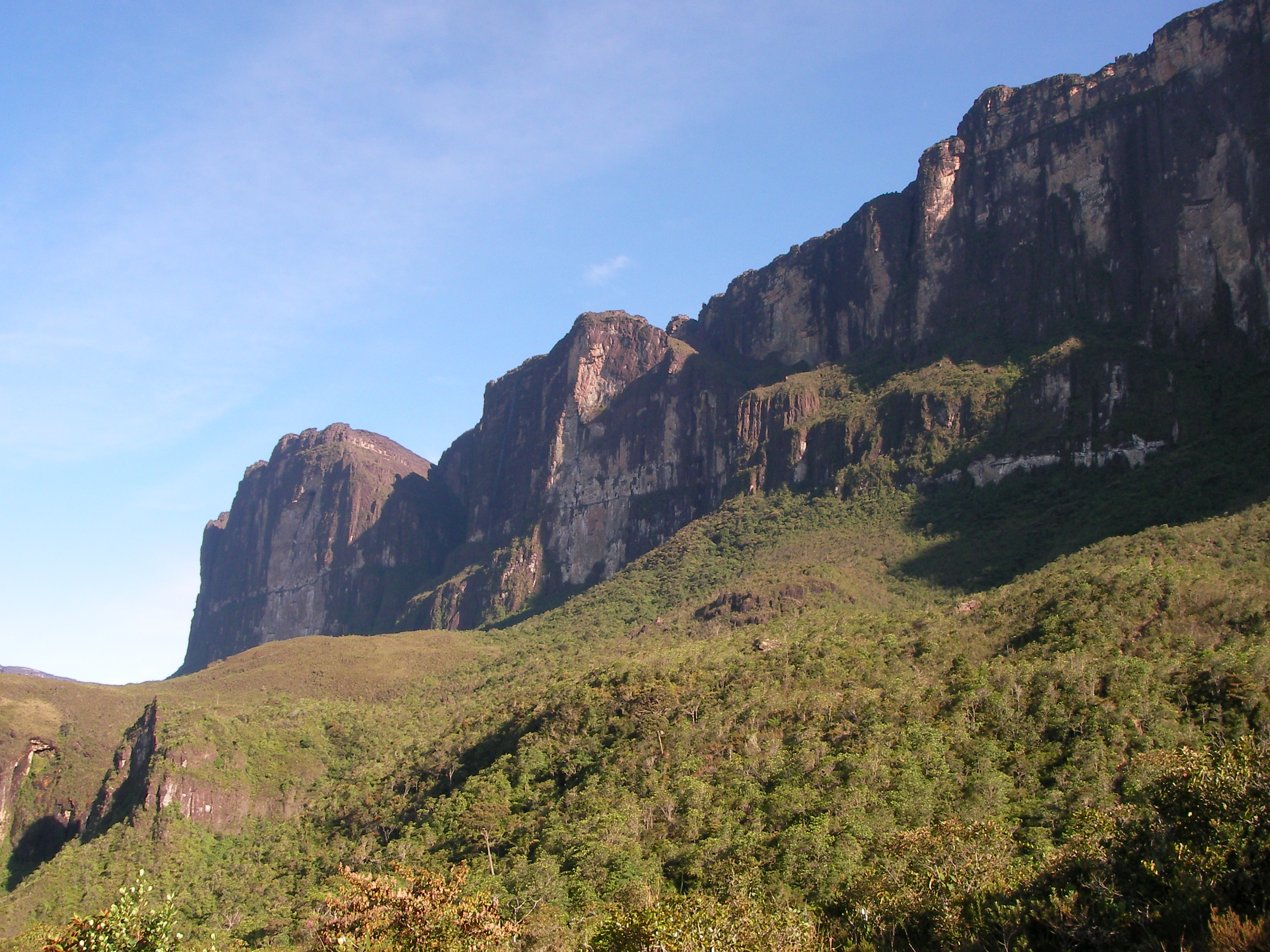
Bosques del Monte Roraima, ejemplo de hábitat de la especie.

Se distribuye en los tepuyes del sureste de Venezuela y Guyana occidental, en el monte Roraima, y adyacencias del extremo norte de Brasil.
Esta especie es considerada poco común en su habitat natural, el nivel medio y bajo de bosques montanos húmedos y bosques enanos de los tepuyes, entre los 1200 y los 2100 m de altitud.

## Descripción
Mide en promedio 16,5 cm de longitud. Presenta dimorfismo sexual.  Como sugiere su nombre común, el macho tiene un llamativo collar pectoral de color rojo. Es el único de los fruteros en el cual las partes inferiores de los machos son principalmente grises.

## Sistemática

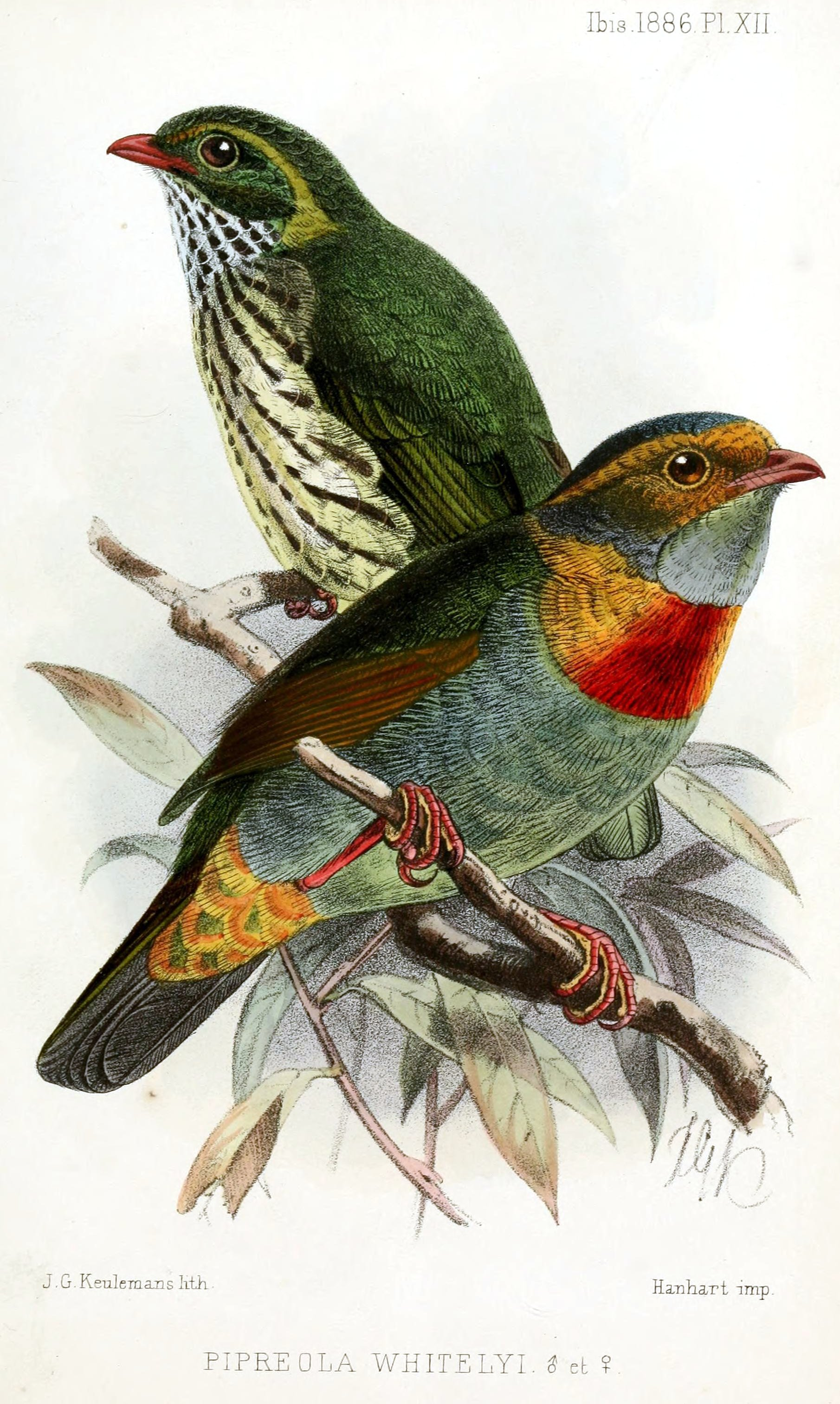
Pipreola whitelyi, macho (adelante) y hembra (atrás), ilustración de Keulemans, para The Ibis, 1886.

### Descripción original
La especie P. whitelyi fue descrita por primera vez por los zoólogos británicos Osbert Salvin y Frederick DuCane Godman en 1884 bajo el mismo nombre científico; la localidad tipo es «Monte Roraima, Venezuela».

### Etimología
El nombre genérico femenino «Pipreola» es un diminutivo del género Pipra, demostrando alguna afinidad entre los mismos; y el nombre de la especie «whitelyi», conmemora al recolector británico Henry Whitely, Jr. (1844-1892).

### Subespecies
Según las clasificaciones Clements Checklist/eBird, y del Congreso Ornitológico Internacional (IOC) se reconocen dos subespecies, con su correspondiente distribución geográfica:
- Pipreola whitelyi whitelyi Salvin & Godman, 1884 – extremo sureste de Venezuela y adycente Guyana (en los cerros Roraima, Twek-quay and Kowa).
- Pipreola whitelyi kathleenae J.T. Zimmer & Phelps, Sr, 1944 – tepuyes de la Gran Sabana a oeste del Cerro Roraima, sureste de Venezuela.